# القيطون (تازارين)
القيطون هو دُوَّار يقع بجماعة تازارين، إقليم تازة، جهة فاس مكناس في المملكة المغربية. ينتمي الدوّار لمشيخة تازارين التي تضم 16 دوار. يقدر عدد سكانه بـ 15 نسمة حسب الإحصاء الرسمي للسكان والسكنى لسنة 2004.

## روابط خارجية
- البوابة الوطنية للجماعات الترابية
- المندوبية السامية للتخطيط